# Rügen (Schiff, 2025)
Die Rügen ist ein Hochsee-Zollkreuzer der Kontrolleinheit See des deutschen Zolls und der Küstenwache des Bundes. Der in Lubmin stationierte Kreuzer ersetzte im Jahr 2025 das 30 Jahre alte namensgleiche Zollboot der Fassmer-FPB-28-Klasse.

## Geschichte
Das Schiff wurde auf der Fassmer-Werft in Berne (Niedersachsen) gebaut. Am 18. März 2025 stellte der Zoll sein neues Mehrwachenschiff mit einem emissionsarmen Flüssiggasantrieb in Dienst. Der Zoll wird in den Jahren 2025 und 2026 drei weitere Einsatzschiffe mit Flüssiggasantrieb (Länge 55,20 Meter) in Dienst stellen.

## Maschinenanlage und Antrieb
Bei der Konzeption der Maschinen- und Antriebsanlage wurde großer Wert auf die Wirtschaftlichkeit und Umweltfreundlichkeit gelegt. Das 67,2 Meter lange Schiff ist mit einem emissionsarmen Flüssiggasantrieb (LNG-Antrieb) ausgestattet.
Die gaselelektrische Maschinenanlage besteht aus vier Generatorsätzen, bei denen jeweils ein 6-Zylinder-Gasmotor der mtu-Baureihe 16V4000 M55RN das Schiff zusammen mit zwei Verstellpropellern antreiben. Der emissionsarme Flüssiggasantrieb erfüllt die aktuellen Klimaschutzanforderungen. Zwei weitere gasbetriebene mtu-Aggregate sorgen für die Bordstromversorgung. Die Rügen kann gas-elektrisch, gas-mechanisch oder im Boosterbetrieb mit bis zu 23 Knoten betrieben werden.

## Aufgaben
Die Hauptaufgabe der Rügen ist die Kontrolle der Einhaltung der Zollvorschriften im Seegebiet um die Insel Rügen, dem deutschen Festlandssockelbereich in der Ostsee bis in die ausschließliche Wirtschaftszone sowie die seewärtige Grenze zu Polen. Weiterhin wurden auch grenz- und schifffahrtspolizeiliche Aufgaben sowie Aufgaben der Fischereikontrolle und des Umweltschutzes als Teil der Küstenwache des Bundes auf das Schiff übertragen.
Das Schiff ist in Lubmin stationiert. Der Dienst ist in Mehr-Tages-Schichten eingeteilt. Die Einzelkabinen für die Besatzung haben jeweils eine eigene Nasszelle mit Toilette.
Ein 8,5 m langes und über 40 kn schnelles Festrumpfschlauchboot namens Vitt wird mit einem C-Davit mit Seegangsfolgeeinrichtung zu Wasser gelassen.